# Anders Allardt
Anders Allardt, född 26 april 1855 i Lappträsk i Nyland, död 9 januari 1942 i Helsingfors, var en finländsk folklorist, skolman och författare. Han var måg till Johan Elias Strömborg, far till Karin Allardt Ekelund och farfar till Erik Allardt.
Föräldrar var drängen Henrik Allardt och Elisabet Lill-Kolfus. Allardt blev filosofie licentiat 1898. Han verkade först som lärare vid fruntimmersskolan och Finska kadettkåren i Fredrikshamn samt var kollega i historia, geografi och svenska vid Borgå lyceum 1885-1915 och rektor där 1910-1915. Han bodde därefter i Helsingfors. 
Allardt var hela sitt liv kritisk till de sociala förhållandena och engagerad för samhällets svaga. Han var inspirerad av Axel Olof Freudenthal svenskhetsrörelse. Författarskapet var inriktat på folklivsskildringar och lokalhistoria rörande hembygden östra Nyland.

### Skönlitteratur
- Byberättelser : bilder ur svenskt allmogelif i Nyland. 1885-1908. Libris 2537122. https://runeberg.org/byberatt
  -  [Saml. 1]. Åbo: Allardt. 1885. Libris 20001381. https://litteraturbanken.se/f%C3%B6rfattare/AllardtA/titlar/Byber%C3%A4ttelser1/sida/6/faksimil/?om-boken
  -  Saml. 2. Björneborg: Allardt. 1886. Libris 8866465. http://urn.fi/URN:NBN:fi-fd2016-00011721
  -  Saml. 3. Borgå: Söderström. 1890. Libris 8866478. http://urn.fi/URN:NBN:fi-fd2016-00011720
  -  Saml. 4. Helsingfors: Helios. 1908. Libris 8866510. http://urn.fi/URN:NBN:fi-fd2016-00011719
- En framtidsman : teckning ur språkstridernas tidehvarf. Kotka: Bärlund. 1888. Libris 2892189. http://urn.fi/URN:NBN:fi-fd2016-00011736
- En livsuppgift. Borgå: Schildt. 1915. Libris 2536926. http://urn.fi/URN:NBN:fi-fd2016-00011718
- Djurhistorier / af A. Henrici. Helsingfors: Söderström. 1921. Libris 2536925 - Ny upplaga med författarnamnet utsatt 1922.
- Ottesfolket. Helsingfors: Söderström. 1940. Libris 2536928
- Byberättelser / i urval av Karin Allardt Ekelund. Helsingfors: Söderström. 1944. Libris 2536924

### Varia
- Kaksi pärmä-kirjaa tutkinut : [två pärmebrev granskade.]. Historiallisia tutkimus-kokeita ; 9. Helsiki. 1880. Libris 2537123
- Lärobok i geografi för folkskolan. Borgå. 1891. Libris 2982052. http://urn.fi/URN:NBN:fi-fd2010-00002106
- Borgå läns sociala och ekonomiska förhållanden åren 1539-1571 : akademisk afhandling. Helsingfors. 1898. Libris 1964489. https://runeberg.org/borgalan/
- Folkhögskolan i Borgå 1889-1901 : minnesskrift... Borgå. 1901 - Medförfattare: Thure Schulman.
- Lappträsk socken. Helsingfors. 1920. Libris 1964481
- Strömfors socken. Helsingfors. 1923. Libris 1982560
- Borgå sockens historia. Helsingfors. 1925-1930. Libris 1765592
- 1. 1925. Libris 1765593
- 2. 1928. Libris 1765594
- 3. 1930. Libris 1765595
- Liljendal sockens historia. Helsingfors: Söderström & C:o. 1935. Libris 1183360

### Redaktörskap
- Nyländska folkseder och bruk, vidskepelse m.m. Nyland, 99-0853328-2 ; 4. Helsingfors: Nyländska afdelningens förlag. 1889. Libris 2536927. https://runeberg.org/nylsedbruk
- Nyländska folksagor och sägner. Helsingfors. 1896 - Tillsammans med S. Perklén.
- Finlands svenska folkdiktning. 1.B., Sagor i urval, Bd 1-2. Skrifter / utgivna av Svenska litteratursällskapet i Finland, 0039-6842 ; 136, 153. Helsingfors. 1917-1920. Libris 389630